# Józefowo (Braniewo)
Józefowo (deutsch Josephsau) ist ein Ort in der polnischen Woiwodschaft Ermland-Masuren. Er gehört zur Landgemeinde Braniewo (Braunsberg) im Powiat Braniewski (Kreis Braunsberg).

## Geographische Lage
Józefowo liegt im Nordwesten der Woiwodschaft Ermland-Masuren und weniger als zwei Kilometer westlich der Kreisstadt Braniewo (Braunsberg).

## Geschichte
Der kleine Gutsort Abbau Scharowsky – ab 23. November 1857 Josephsau genannt – bestand aus einem kleinen Hof. Bis 1945 war er ein Wohnplatz in der Stadtgemeinde Braunsberg im ostpreußischen Kreis Braunsberg. 19 Einwohner zählte Josephsau im Jahre 1910.
Als 1945 das gesamte südliche Ostpreußen in Kriegsfolge an Polen fiel, erhielt Josephsau die polnische Namensform „Józefowo“ und ist heute eine Ortschaft im Verbund der Gmina Braniewo (Landgemeinde Braunsberg) im Powiat Braniewski (Kreis Braunsberg), von 1975 bis 1998 der Woiwodschaft Elbląg, seither der Woiwodschaft Ermland-Masuren zugehörig.

## Religion
Józefowo gehört heute wie Josephsau bis 1945 zur römisch-katholischen Pfarrei in Braniewo, jetzt im Erzbistum Ermland gelegen. Bis 1945 war Josephsau auch in die evangelische Kirche Braunsberg in der Kirchenprovinz Ostpreußen der Kirche der Altpreußischen Union eingepfarrt, aber heute ist Józefowo der Diözese Masuren der Evangelisch-Augsburgischen Kirche in Polen zugeordnet.

## Verkehr
Józefowo ist von Braniewo aus über eine Nebenstraße in Richtung Klejnowo (Klenau) zu erreichen. Die nächste Bahnstation ist Braniewo. Sie liegt an den  Bahnstrecken Olsztyn Gutkowo–Braniewo und Elbląg–Braniewo, wobei letztere allerdings nicht mehr befahren wird.